# 山代慶長一揆
山代慶長一揆（やましろけいちょういっき）とは、江戸時代慶長年間に、周防国山代（現山口県岩国市本郷町および錦町）で発生したとされる、一揆である。

## 経緯

### 山代地方の歴史
山代地方は、周防国の東端、安芸国との国境に位置する。戦国時代には大内氏の支配下にあったが、実際には刀禰と呼ばれる有力地侍達による自治が行われていた。その後、毛利氏の大内氏領への勢力拡大に伴い、弘治2年（1556年）頃には毛利領となる。この際に成君寺城の戦いが発生し、山代の地侍達は大内方と毛利方に分かれて戦っている。
慶長5年（1600年）、関ヶ原の戦いで西軍に加担した毛利氏は、中国地方8カ国120万石から防長2カ国29万石へと減封となるが、山代地方は毛利氏の支配が続くこととなった。

### 一揆のきっかけ
毛利氏は太閤検地の一環として天正15年-18年（1587年-1590年）に領国内の検地を実施しているが、このときの山代地方の石高は5,300石と言われている。その後、慶長5年にも検地を行い、石高11,901石とされた。
毛利氏は、関ヶ原敗戦後の減封に対処するため、慶長12年-15年（1607年-1610年）に再度検地を実施しており、防長2カ国で、実高539,268石となったが、幕府には369,411石と上申し、これが表高とされた。山代の検地は慶長12年に行われ、実高は28,325石とされ、慶長5年検地時の2.5倍となった。僅か10年で生産力が倍増する訳も無く、これは田一反あたりの石盛を高く設定したことに加え、小成物と呼ばれる各種作物も対象とすることにより、人為的に石高を高く見積もったものであった。
毛利氏の年貢率はもともと73%と高く、農民の負担は途方もないものとなった。この過酷な課税が山代一揆の原因となる。

### 一揆の決行
一揆の実態は不明であるが、慶長13年（1608年）10月、11人の庄屋を中心に多数の農民が参加したとされる。一揆を代官所の人数だけで鎮圧することは難しく、代官所は減税の方向で一揆の鎮撫に努め、一揆を解散させた。結果73%の年貢率は40%に減額されたと言われている。

### 一揆首謀者の処分
翌慶長14年3月28日（1609年5月2日）、代官所より一揆の指導的人物である北野孫兵衛に対し、首謀者である庄屋全員を翌日に出頭させる旨の書状が届く。一同は出頭後直ちに捕縛、引地峠の刑場に連行され斬首、物河土手に梟首された。北野孫兵衛のものとされる首塚は現在も成君寺近くに残る。
なお、僧休伝が追善供養にあたり、寛文4年（1664年）浄土門の寺一宇建立を許されたとされる。これが建立寺で、現在も十一庄屋合同位牌が安置されている。

## その後
明治6年（1873年）より、新政府は増税を目的とした地租改正を実施するが、山口県ではそれに先立ち明治5年より調査を開始した。この際主導的立場にあったのが、小郡宰判大庄屋林勇蔵である。この調査は独自の方法によって実施されたために、政府は再調査を実施した。勇蔵は大蔵省の再調査にも毅然とした態度で臨んだが、これは勇蔵が慶長一揆のことを山代の大庄屋であった三分一健作から聞き知っていたためと言われている。結果、勇蔵の調査の厳密さが証明され、明治7年（1874年）2月、全国に先駆けて山口県の地租改正は認可された。
明治15年（1882年）6月、勇蔵は健作へ郵書を送り、慶長一揆のことをさらに詳しく調べるように依頼している。この返書を受けて、同年12月14日、吉敷郡鯖山禅昌寺において、11人のために大施餓鬼が実施された。明治32年（1899年）に至り、成君寺住職の発議で山代各村長に呼びかけて資金をつのり、十一庄屋頌徳の碑が建てられた。
処刑400年目にあたる平成21年（2009年）11月14日、山代義民顕彰会により「義の心」と刻まれた石碑が、岩国市本郷総合支所向かいの市有地に設置された。